# Ковальчук Петро Іванович
Петро́ Іва́нович Ковальчу́к (27 березня 1931, Вовківці — 25 лютого 1995, Заліщики) — письменник, журналіст, редактор, Член Національних спілок журналістів (1970) та письменників України (1994).

## Життєпис
Народився 27 березня 1931 р. в с. Вовківці (нині Дністрове) Борщівського району Тернопільської області. 
Закінчив Звенигородську восьмирічну, Мельнице-Подільську середню школи, філологічний факультет Чернівецького державного університету (1957, нині ЧНУ ім. Ю. Федьковича) та факультет журналістики Київської вищої партшколи (1964). Після закінчення ЧДУ працював інспектором Райвно (ВНО), відповідальним секретарем Мельнице-Подільської районної газети, районної газети «Колос» у м. Заліщики, секретарем Заліщицького райкому комуністичної партії,  від 1975 — власним кореспондентом газети «Вільне життя» у південних районах Тернопілля.
Помер і похований у Заліщиках.

## Творча діяльність
Автор романів: «Листи до живих» (1972), «Ростиславичі» (1993), дилогії «Ростиславичі, Отрок князя Василька» (1998)
Цей твір відзначений дипломом Всеукраїнського книжкового форуму і визнаний найкращою книгою 2003 року у номінації «Історичний роман».
Книгу спогадів про письменника П. Ковальчука «Сонцелюб над Дністром» (автор-упорядник дружина письменника Ірина Ковальчук) було репрезентовано на Міжнародній виставці у місті-партнері Тернополя — Ельблонзі (Польща).
У 2006 р. у світ вийшла книга П. Ковальчука «Полювання на дика», в яку увійшли твори різних жанрів, що не були надруковані за життя письменника.